# Человек умелый
Челове́к уме́лый, ха́билис (лат. Hómo hábilis) — вид ископаемых гоминидов, высокоразвитый австралопитек или первый представитель рода Homo.
Первый экземпляр обнаружен археологами Мэри и Луисом Лики в ноябре 1960 года в ущелье Олдувай в Танзании. Лики вместе с костями саблезубого тигра смилодона нашли стопу, пяточную кость, ключицу и обломки черепа нового гоминида. Череп, как установили потом, принадлежал ребёнку 11—12 лет. Судя по строению стопы, новый гоминид был прямоходящим. Находка была описана в 1964 году как новый род гоминидов — презинджантроп (Prezinjanthropus). Позднее классификация была пересмотрена в пользу видового статуса в роде Homo. В дальнейшем находки представителей данного вида были сделаны в Кооби-Фора, Сварткрансе и других местах Восточной и Южной Африки.
Учёные из университета Саймона Фрейзера делают вывод, что человек умелый вышел из Африки до появления человека прямоходящего, став предком человека флоресского.

## Описание
Человек умелый, судя по найденным останкам, датирующимся возрастом 2,3—1,5 млн лет, существовал более полумиллиона лет. Масса головного мозга этого гоминида была оценена в 650 граммов, что было намного больше, чем у типичных австралопитеков. Он также отличался от австралопитеков строением таза, обеспечивавшим более совершенную бипедальность и рождение более «головастых» детёнышей. Эндокран округлый и точек роста не имеет. Однако у человека умелого происходит перераспределение долей мозга — более примитивная затылочная доля мозга уменьшается в пользу увеличения более прогрессивных долей — лобной, теменной, височной с ассоциативными долями. Отличался он от австралопитековых и строением черепа — череп расширен в подглазничной и теменно-затылочной областях. Размер зубов уменьшается, но больше, чем у Homo naledi, зубная эмаль становится менее толстой. Структура кисти Homo habilis мозаична и сочетает в себе как прогрессивные черты, так и следы адаптации к лазанию по деревьям. Расширение ногтевых фаланг — прогрессивная черта, свидетельствующая о формировании пальцевых подушечек как осязательного кинестетического аппарата. Формировался силовой захват, с помощью которого можно было изготовлять орудия труда. От ноги хабилиса остались пять фаланг пальцев, пять костей ступни, пяточная кость и лодыжка. Это была примитивная нога по соединению костей, но всё же — нога человека. У человека умелого первый палец стопы не был отведён в сторону, а, как у всех последующих представителей рода Homo, в том числе Homo sapiens, располагался вместе с другими пальцами. Это означало, что нога его была полностью приспособлена только к двуногому передвижению.
Объём мозга человека умелого — 600—700 см³. Рост составлял до 1,2 м, масса тела — около 40—50 кг. Его лицо имело архаичную форму с надглазничными валиками, плоским носом и выступающими вперёд челюстями. Голова человека умелого стала более округлой формы, чем у австралопитеков; мозг также стал крупнее, хотя составлял всё ещё лишь половину мозга современного человека. Выпуклость внутри тонкостенного черепа говорит о наличии у них центра Брока́ — центра речи, но гортань, возможно, не была способна производить столько же звуков, сколько наша гортань. Челюсти были менее массивные, чем у австралопитека; кости рук и бёдер кажутся более современными, а ноги имели вполне «современную» форму. У особей человека умелого был заметный половой диморфизм — самки имели более широкие бёдра по сравнению с самцами.
Первые ещё грубо обработанные каменные гальки (орудия олдувайской культуры) неоднократно находили вместе с останками этого существа. Предположительно, именно человек умелый перешагнул невидимую границу, отделяющую род Homo от всех других биологических существ — он сделал первый шаг по пути подчинения себе окружающей природы. Орудия, которые делал человек умелый, почти все были кварцевые, а кварц в местах стоянок этих людей не водился. Они приносили его с расстояния от 3 до 15 км. Однако в отличие от более поздних видов Homo, хабилисы не слишком бережно относились к изготовленным ими орудиям труда и зачастую после кратковременного использования попросту выбрасывали их. Кисть человека умелого уже можно назвать человеческой, однако вопрос о том, был ли в достаточной степени развит их мозг, чтобы воспользоваться возможностями такой руки, остался открытым. Она обладала силовым захватом большей мощности. Ни у одной обезьяны таких способностей нет.
В 1967 году большая международная экспедиция в долине реки Омо в Эфиопии открыла костные остатки, относящиеся к австралопитековым. Вместе с ними были обнаружены и орудия труда. Позже каменные орудия труда возрастом 2,6 млн лет были найдены в эфиопском местонахождении Гона (Kada Gona) и возрастом 3,3 млн лет — у озера Туркана, недалеко от места находки кениантропа. Таким образом, вопрос возникновения орудийной деятельности остаётся открытым.
KNM ER 1805, возможно, является гибридом раннего Homo и массивного австралопитека. Некоторые образцы, в настоящее время отнесённые к H. habilis (в частности, OH 13, OH 24, OH 62 и KNM-ER 1813), на самом деле могут быть лучше классифицированы как Australopithecus.

## Полемика по поводу видовой принадлежности
Выделение Homo habilis в самостоятельный вид рода Homo вызвало много возражений. Проблема классификации человека умелого состояла в том, что многие черты в его организации были архаическими и сближали его с австралопитеками. Лики, Нейпье и Тобайес были уверены в принадлежности нового гоминида к роду Homo. Они указывали на следующие черты: мозг у гоминида гораздо больше, чем у австралопитеков; зубы — ближе к человеческим, так же как и форма черепа; остальной костяк был очень похож на скелет современного человека. По мнению же многочисленных оппонентов, объём мозга хабилиса, вычисленный Тобайесом (642 см³), был весьма сомнительным из-за плохой сохранности находок. Они критиковали выводы относительно зубной системы и указывали на то, что сведений об остальном скелете Homo habilis явно недостаточно для какого-либо решения дилеммы.
Строение восстановленной нижней челюсти с длинной и узкой зубной аркадой индивида OH 7, ставшего голотипом для вида Homo habilis, оказалось гораздо примитивнее и ближе к австралопитеку афарскому, чем к более поздним параболическим аркадам Homo erectus или Homo sapiens. Морфология челюсти OH 7 несовместима ни с челюстью KNM-ER 1482 вида Homo rudolfensis, ни с верхней челюстью AL 666-1 предполагаемого «раннего Homo erectus» из Хадара возрастом 2,33±0,07 млн лет. Индивиды OH65 (1,6-1,8 млн лет) и AL 666-1 не только сильно отличаются от типового экземпляра OH7, но и лишены специфических особенностей лицевой части черепа, характерных для Homo rudolfensis. Форма зубной дуги у челюсти LD 350-1 из Леди-Герару (Эфиопия) возрастом 2,80-2,75 млн лет была примитивной, примерно такой как у OH7. Реконструированные теменные кости OH 7 позволили оценить объём его эндокрана в интервале от 729 до 824 см³, что существенно выше прежних оценок (647—687 см³). Для ранних Homo был характерен колоссальный размах изменчивости по объёму мозга, и по этому признаку предполагаемые виды неразличимы, так как диапазоны их изменчивости почти полностью перекрываются. Таким образом, степень развития лицевых и черепных костей оказалась более важным фактором, чем объём мозга, чтобы судить об уровне развития различных представителей древних гоминидов.